# 鄭蘊
鄭 蘊（チョン・オン、朝鮮語: 정온、1569年 - 1641年）は、李氏朝鮮の文臣、儒学者。雅号は「桐溪」。

## 人物
1636年12月、清が大軍をもって李氏朝鮮に侵攻すると（丙子胡乱）、清を蛮夷だとして、主君である中華の天子の忠実な諸侯として、また中華帝国のもっとも忠実な模範属国として、明に誠心誠意仕えることを主張、最後まで清と戦うことを主張し、洪翼漢などと斥和論を唱えて、清との講和に徹底して反対する。
1637年1月30日、仁祖が漢江南岸の三田洞にある清軍本営に出向き、ホンタイジが天子であることを三跪九叩頭の礼によって認めるという屈辱的な城下の盟を余儀なくされると、清への降伏に反対するため、腹を切ったが死には至らなかった。
鄭蘊は、朝鮮を征服した後、箕子朝鮮を建国した中国殷王朝の政治家箕子について考証した。そして、周文王が箕子に与えた称号について、「封之也，非武王封之也，天封之也。受之也，非箕子受之也，天受之也。封之以天，受之以天，則其封之也，非封箕子也，封其道也。而其受之也，非受武王之封也，受其道之封也」と述べている。すなわち、司馬遷の『史記』の記録のように、箕子が周武王により朝鮮に封じられたものの、それは天命による導きではなく、箕子自らの自発的意志によるものであり、自発的に東征、朝鮮を征服したことを明らかにし、箕子による朝鮮人教化の意義を強調した。